# Dĩa Hát Việt Nam
Dĩa Hát Việt Nam, còn gọi là Hãng dĩa Việt Nam, là một công ty hoạt động trong lĩnh vực công nghiệp ghi âm nổi tiếng bậc nhất của Việt Nam Cộng hòa trước đây, đến nay vẫn còn hoạt động trong lĩnh vực phát hành đĩa nhạc tại Việt Nam. Tiền thân của hãng là Hãng dĩa Lê Văn Tài. Dĩa Hát Việt Nam đã phát hành vô số dĩa nhạc dành cho máy hát, băng magnetophon (băng reel), băng cassette, CD, VCD, đặc biệt là thể loại tuồng cải lương và tân cổ giao duyên.

## Hãng dĩa Lê Văn Tài
Công ty Dĩa Hát Việt Nam thừa hưởng sản nghiệp từ tiền thân là hãng dĩa Lê Văn Tài. Chủ nhân Lê Văn Tài sinh năm 1895 tại hạt tham biện Sa Đéc, có thân phụ là nghệ nhân Lê Văn Thanh từng đoạt giải thưởng chế tác kim hoàn ở thành phố Sài Gòn, Đông Dương thuộc Pháp. Gia đình ông sở hữu tiệm tạp hóa kiêm kinh doanh đồ trang sức mang tên Vĩnh Thới Sang, tọa lạc tại số 82 đường Adran.
Năm 1927, ông Tài chính thức đăng bộ cho cửa tiệm, song bản thân không có ý nối nghiệp cha. Sau một dịp cùng vợ về xứ Vĩnh Kim, tỉnh Mỹ Tho xem hát cải lương, ông say mê chuyển sang kinh doanh máy hát và máy thu thanh, những vật phẩm vốn chỉ dành cho tầng lớp trung lưu trở lên. Sau khi vợ mất vào năm 1944, ông Tài vì thương nhớ người vợ cùng sở thích nghe cải lương, đờn ca tài tử đã hạ quyết tâm chuyển hẳn sang ngành sản xuất dĩa hát.
Năm 1947, hãng dĩa Lê Văn Tài khai trương tại chính mặt bằng của tiệm Vĩnh Thới Sang. Sau khi thu âm ở Việt Nam, bản master sẽ được gửi sang Pháp làm khuôn, ghi đĩa rồi gửi ngược lại để hoàn thiện và phát hành trong nước. Nguyên thủy hãng này thu đĩa cổ nhạc, về sau mở thêm bộ môn tân nhạc khi thể loại này có được chỗ đứng tại miền Nam Việt Nam. Năm 1951, khoản tiền tác quyền hậu hĩnh từ hãng Lê Văn Tài đã thôi thúc nhạc sĩ Phạm Duy đưa đại gia đình di cư vào miền Nam với niềm tin sẽ sống được bằng nghề âm nhạc. Vì vậy, trong sổ sách của hãng thời kỳ này có rất nhiều ghi chép liên quan đến Phạm Duy, Phạm Đình Chương, ban hợp ca Thăng Long, Thái Thanh, Thái Hằng, Khánh Ngọc,... Soạn giả nổi tiếng Viễn Châu gắn bó với hãng từ năm 1950 với vở tuồng đầu tay Con chim họa mi của Viễn Châu ra đời cũng dưới sự khuyến khích của ông Tài. Hãng cũng thu âm cho ban nhạc người Khmer và kinh Phật.
Bình sinh ông Lê Văn Tài có sáu người con, tất thảy đều được ông huấn luyện để nối nghiệp. Các thành viên gia đình tự tay làm mọi công đoạn từ ghi âm, đóng gói đến dán nhãn. Con trưởng Lê Văn Năng là doanh gia có tiếng thời đó, nắm giữ nhiều môn bài xuất nhập cảng, phụ trách đưa máy móc từ nước ngoài về, được ông Tài cử sang Pháp học ngành ghi âm, sản xuất dĩa hát. Khi về nước ông dạy lại kỹ thuật thu âm cho người em là Lê Thành Lực, và ông Lực phụ trách toàn bộ khâu này kể cả những việc vặt như tạo tiếng động phụ họa. Người con thứ năm là Lê Thành Kiệt giỏi giao tế nên được giao làm việc với thầy tuồng, nghệ sĩ thu âm, ban nhạc và các đại lý phát hành. Những người con gái làm việc ghi chép sổ sách.

## Dĩa Hát Việt Nam
Nhỏ hơn ông Lê Thành Kiệt 2 tuổi là bà Lê Ngọc Liên, sinh năm 1932, là con thứ 5 nên người ta còn gọi bà là Sáu Liên. Bà được ông Kiệt chỉ dạy cho đến khi ông bệnh và qua đời năm 1950. Sau biến cố này, bà quyết chí nối nghiệp gia đình. Năm 1961, bà Liên kết hôn với ông Nguyễn Văn  Phương là giáo viên tiếng Anh. Năm 1964, thân phụ bà qua đời. Năm 1965, Sáu Liên cùng người chị em gái là Lê Ngọc Diệp xuất bản nhạc dưới nhan đề Việt Nam nhạc tuyển.
Năm 1968, bà Liên lập công ty Dĩa Hát Việt Nam, đặt trụ sở tại số 101 Võ Di Nguy, quận Nhứt, đô thành Sài Gòn. Biểu trưng công ty là dòng chữ "Dĩa Hát Việt Nam" quây tròn trong hình đĩa nhạc, còn biểu trưng khi in trên bìa sản phẩm thường chữ từ "Việt Nam" được chen là hình bản đồ phần đất liền Việt Nam, tương quan hình thức với hãng Lê Văn Tài. Cũng tại số nhà này bà lập thêm nhà in cỡ nhỏ tên là Offset Vietnam để in offset bìa băng đĩa và các tập cổ nhạc khổ nhỏ, giá rẻ, dù ít trang nhưng bán rất chạy do đúng thị hiếu của giới bình dân, làm lan rộng phong trào nghe, hát cổ nhạc.  Cơ ngơi ở số 82 Võ Di Nguy do một vài anh chị em ruột khác dùng kinh doanh dĩa hát các loại, có bán cả băng nhạc Shotguns của nhạc sĩ Ngọc Chánh.
Dĩa Hát Việt Nam đã có một kì công rất lớn khi đã lăng xê lớp nghệ sĩ thuộc thế hệ vàng như: Tấn Tài, Minh Cảnh, Minh Phụng, Minh Vương, Mỹ Châu, Lệ Thủy, Phượng Liên, Thanh Kim Huệ, Thanh Tuấn, Chí Tâm,... Họ đều nối bước về làm giọng ca độc quyền cho hãng, với giá trị hợp đồng vài lượng vàng, chưa tính tiền thu từng bài và số tiền còn liên tục tăng, được hãng lăng xê thành công lên đài danh vọng. Thể loại tân cổ giao duyên hết sức ăn khách, được tái bản rất nhiều lần. Nhờ đầu óc tổ chức tốt, thêm chủ trương đặt hàng soạn giả viết bài kiểu “đo ni đóng giày” căn theo giọng từng nghệ sĩ mà Dĩa Hát Việt Nam có phần lấn lướt nhiều hãng dĩa khác như hãng dĩa Asia, hãng Continental, hãng Việt Hải, hãng Hồng Hoa,… Việc ghi âm, mời nghệ sĩ đều do bà Liên đảm trách, còn việc giao tế, lăng xê trên phương tiện truyền thông là nhờ ông Phương chồng bà. Bà Liên có năng khiếu thẩm âm rất tốt, nếu ca chinh dây hoặc lỗi nhịp thì bà đã phát hiện trước cả nhạc sĩ.
Thời đó, Nghệ sĩ Tấn Tài được mệnh danh là "Hoàng đế dĩa nhựa", còn Phượng Liên và Mỹ Châu được đánh giá là "2 bà hoàng băng đĩa" bởi họ đều là giọng ca độc quyền được bà Liên hết mình lăng xê và có số lượng thu âm với mức cát xê cao nhất thời đó.    
Cách thức đánh số hiệu dĩa hát của hãng là ký hiệu M làm tiếp đầu ngữ, kèm theo một dãy bốn chữ số rồi gạch nối và thêm hai số nữa để chỉ hai mặt đĩa.
M. xxxx-xx

### Băng nhạc
Đầu thập niên 1970, trong bối cảnh công nghệ ghi âm băng nhựa tràn vào Việt Nam, cả tân cổ giao duyên và tân nhạc đều được hãng dĩa Việt Nam thu âm bằng băng  magnetophon và băng cassette. Ngoài ra, hãng chủ trì thu âm và phát hành một số băng nhạc theo chủ đề cũng như nhiều băng nhạc thương hiệu riêng của ca sĩ Chế Linh, Thanh Tuyền,... Ví dụ về băng chủ đề của hãng có Việt Nam 1 - Miên Đức Thắng và tiếng hát Việt Nam, Việt Nam 2 - Thương quá Việt Nam, Việt Nam 3 - Rạng đông trên quê hương Việt Nam, còn băng thương hiệu ca sĩ có băng Chế Linh và tình bơ vơ, Tiếng hát Thanh Tuyền 2,...

#### Việt Nam 1 - Miên Đức Thắng và tiếng hát Việt Nam
| Mặt A 1. Đưa em về quê hương (Phạm Thế Mỹ) - Miên Đức Thắng 2. Hỡi hồn Mẹ Việt Nam (Phạm Thế Mỹ) - Miên Đức Thắng 3. Để lại cho con (Nguyễn Tiến Thịnh) - Lệ Thu 4. Cho một người vừa nằm xuống (Trịnh Công Sơn) - Miên Đức Thắng 5. Ta thấy gì đêm nay (Trịnh Công Sơn) - Miên Đức Thắng 6. Một ngày tôi đi qua (Mai Châu) - Thanh Lan 7. Bóng mát (Phạm Thế Mỹ) - Miên Đức Thắng 8. Những người không chết (Phạm Thế Mỹ) - Thanh Lan 9. Người về thành phố (Phạm Thế Mỹ) - Miên Đức Thắng | Mặt B 1. Những ngày xưa thân ái (Phạm Thế Mỹ) - Thanh Lan 2. Mưa rừng (Huỳnh Anh) - Thanh Thúy 3. Lời người lính xa xôi (Song An) - Dạ Hương 4. Bông hồng cài áo (Phạm Thế Mỹ, ý văn Thích Nhất Hạnh) - Miên Đức Thắng 5. Trăng tàn trên hè phố (Phạm Thế Mỹ) - Trúc Mai 6. Những gì cho em (Lam Phương) - Anh Khoa 7. Trong cuộc tình sầu (Anh Việt Thu, lời Phạm Lê Phan) - Thanh Thúy 8. Hồn trinh nữ (Trịnh Lâm Ngân, thơ Nguyễn Bính) - Dạ Hương 9. Đêm dài chiến tuyến (Lam Phương) - Anh Khoa |

#### Việt Nam 2 - Thương quá Việt Nam
| Mặt A 1. Thương quá Việt Nam (Phạm Thế Mỹ) - Xuân An & Đăng Lan 2. Lời nguyện (Sông Đà) - Miên Đức Thắng 3. Em hãy ngủ đi (Trịnh Công Sơn) - Miên Đức Thắng 4. Không ai ngăn nổi lời ca (La Hữu Vang) - Lệ Thu 5. Thuyền em đi trong đêm (Nguyễn Phú Yên) - Xuân An 6. Cho cây rừng còn xanh lá (Phạm Thế Mỹ, ý Nguyễn Ngọc Lan) - Miên Đức Thắng 7. Mặt Trời vừa thức dậy (Phạm Thế Mỹ) - Miên Đức Thắng 8. Hoa vẫn nở trên đường quê hương (Phạm Thế Mỹ) - Xuân An 9. Tám điệp khúc (Anh Việt Thu) - Lệ Thu | Mặt B 1. Hãy đi cùng nhau (Trịnh Công Sơn) - Miên Đức Thắng 2. Chiếc lá rơi (Phạm Thế Mỹ) - Miên Đức Thắng 3. Bóng tre xanh (Phạm Thế Mỹ) - Đăng Lan 4. Lời ru tiếng nhớ (tức Cho tôi sống lại một ngày) (Anh Việt Thu) - Trúc Mai 5. Tình nước (Vũ Hòa Thanh) - Xuân An 6. Mẹ xưa (Phạm Thế Mỹ) - Thanh Lan 7. Mưa đêm nay (Anh Việt Thu, thơ Trường Anh) - Trúc Mai 8. Sẽ có một ngày (Anh Việt Thu) - Thanh Lan 9. Huế Sài Gòn Hà Nội (Trịnh Công Sơn) - Miên Đức Thắng |

#### Việt Nam 3 - Rạng đông trên quê hương Việt Nam
| Mặt A 1. Ngựa hồng trên đồi cỏ non (Phạm Thế Mỹ) - Miên Đức Thắng & Đăng Lan 2. Rạng đông trên quê hương Việt Nam (Phạm Thế Mỹ) - Khánh Ly 3. Trái tim Việt Nam (Hoàng Thi Thơ) - Miên Đức Thắng 4. Thuyền hoa (Phạm Thế Mỹ) - Sơn Ca 5. Xin mẹ hãy ngủ yên (Sông Đà) - Miên Đức Thắng 6. Vườn dâu lá mới (Phạm Thế Mỹ) - Xuân An, Thi Hải & Phi Huệ 7. Đôi mắt trẻ thơ (Phạm Thế Mỹ) - Phi Huệ 8. Trên quê hương ta đó (Sông Đà) - Miên Đức Thắng 9. Đàn chim trắng (Sông Đà) - Xuân An & Đăng Lan | Mặt B 1. Dựng lại quê hương (Phạm Thế Mỹ) - Miên Đức Thắng 2. Qua cơn mê (Trần Trịnh & Nhật Ngân) - Khánh Ly 3. Mai này tôi trở lại (Phạm Thế Mỹ) - Xuân An 4. Hòa bình ơi! Việt Nam ơi! (Trầm Tử Thiêng) - Khánh Ly 5. Chuyến tàu về quê ngoại (Phạm Thế Mỹ) - Xuân An 6. Sẽ qua đi ngày gió lớn (Phạm Thế Mỹ) - Miên Đức Thắng 7. Lời chim buổi sáng (La Hữu Vang) - Xuân An 8. Một sáng bình yên (Sông Đà) - Sơn Ca & Thi Hải 9. Rồi sẽ thấy, rồi sẽ có (Sông Đà) - Đăng Lan & Thi Hải |

## Sau năm 1975
Sau sự kiện 30 tháng 4 năm 1975, hãng Dĩa Hát Việt Nam ngừng hoạt động. Trong cuộc cải tạo công thương nghiệp năm 1978, các sản phẩm gốc được vứt giấu ở gầm giường nhà người quen xóm lao động trong thời gian nhà đương cục thực hiện tiêu hủy văn hóa phẩm, còn công ty bị quốc hữu hóa vào hợp tác xã. Cơ sở quốc doanh này làm ăn thua lỗ, máy móc hư hỏng. Bà Liên chỉ có thể cố gắng hợp tác với một đài truyền hình địa phương ở vùng Tây Nam Bộ để phát một số bài ca tân cổ hoặc tuồng cải lương được cho phép lưu hành.
Năm 1991, bà Liên quay lại sản xuất băng đĩa dưới giấy phép của Xí nghiệp Băng nhạc Đồng Tháp, làm lại các tuồng cũ từng một thời vang danh như Lan và Điệp, Người tình trên chiến trận, Đêm lạnh chùa hoang, Mùa thu trên Bạch Mã Sơn, Tâm sự loài chim biển, Máu nhuộm sân chùa, Đường gươm Nguyên Bá,… và lăng xê thêm những giọng ca mới như Châu Thanh, Phượng Hằng, Cẩm Tiên, Linh Huệ, Vũ Linh, Tài Linh,... 
Dĩa Hát Việt Nam và bà Liên đã gìn giữ hàng nghìn bản thu âm ca cổ có giá trị. Các tác phẩm ghi lại tài năng của nhạc công và soạn giả được trân trọng, từ đó các thanh âm của những danh cầm như Văn Vĩ, Năm Cơ, Chín Trích, Hai Thơm, Sáu Tửng, Tư Huyện, Văn Giỏi,... các vở tuồng cải lương của Mộc Linh, Yên Lang, Nguyên Thảo, Loan Thảo, Yên Ba,… được bảo tồn. Bà cũng bỏ tiền chuyển các sản phẩm analog sang CD kỹ thuật số, nhưng hoạt động kinh doanh gần như đã đóng băng. Khi bà Liên đã già yếu, Công ty Trách nhiệm hữu hạn Dĩa Hát Việt Nam ngày nay thuộc quyền quản lý của người con gái.